# Femtobuthus shutuae
Genre
Espèce
Femtobuthus shutuae, unique représentant du genre Femtobuthus, est une espèce de scorpions de la famille des Buthidae.

## Distribution
Cette espèce est endémique du Dhofar en Oman. Elle se rencontre entre Shalim et Ash Shuwaymiyah et vers Farrah.

## Description
Les mâles mesurent de 13,5 à 15 mm et les femelles de 16 à 18 mm.

## Étymologie
Cette espèce est nommée en référence à Shutu, la déesse babylonienne du vent du Sud.
Le nom de ce genre est créé à partir de femto le préfixe du Système international d'unités car il comporte une très petite espèce.

## Publication originale
- Lowe, 2010 : « New picobuthoid scorpions (Scorpiones: Buthidae) from Oman. » Euscorpius, no 93, p. 1-53 (texte intégral).